# Europawahl in Österreich 1999
- SPÖ: 7
- GRÜNE: 2
- ÖVP: 7
- FPÖ: 5

Die Europawahl in Österreich 1999 war die zweite Wahl von österreichische Abgeordneten zum Europäischen Parlament. Sie fand am 13. Juni 1999 erstmals als Teil der europaweiten Europawahlen 1999 statt. Für die 21 Mandate bewarben sich sieben Parteien.

## Ergebnis
| Partei                      | Partei                      | Stimmen   | +/-        | Prozent  | +/-     | Mandate | +/-  | Fraktion im EP |
| --------------------------- | --------------------------- | --------- | ---------- | -------- | ------- | ------- | ---- | -------------- |
|                             | SPÖ                         | 888.338   | −217.572   | 31,71 %  | +2,56 % | 7       | +1   | SPE            |
|                             | ÖVP                         | 859.175   | −265.746   | 30,67 %  | +1,02 % | 7       | ±0   | EVP/ED         |
|                             | FPÖ                         | 655.519   | −389.085   | 23,40 %  | −4,13 % | 5       | −1   | Fraktionslos   |
|                             | GRÜNE                       | 260.273   | +2.023     | 9,29 %   | +2,48 % | 2       | +1   | Grüne          |
|                             | LIF                         | 74.467    | −87.116    | 2,66 %   | −1,60 % | 0       | −1   | LDR            |
|                             | CSA                         | 43.084    | n.k.       | 1,54 %   | n.k.    | 0       | n.k. | −              |
|                             | KPÖ                         | 20.497    | +2.841     | 0,73 %   | +0,26 % | 0       | ±0   | −              |
|                             | Gültige Stimmen             | 2.801.353 | −992.792   | 96,98 %  | +0,40 % | 21      | ±0   |                |
| Ungültige/leere Stimmzettel | Ungültige/leere Stimmzettel | 87.380    | −47.013    | 3,02 %   | −0,40 % |         |      |                |
| Gesamt                      | Gesamt                      | 2.888.733 | −1.039.805 | 100,00 % |         |         |      |                |
| Wahlberechtigte             | Wahlberechtigte             | 5.847.660 |            |          |         |         |      |                |
| Wahlbeteiligung             | Wahlbeteiligung             | 49,40 %   |            |          |         |         |      |                |

## Abgeordnete
- Liste der österreichischen Abgeordneten zum EU-Parlament (1999–2004)